# Каменюка, Никита Александрович
Ники́та Алекса́ндрович Каменю́ка (укр. Микита Олександрович Каменюка; род. 3 июня 1985, Ворошиловград) — украинский футболист, полузащитник. Выступал за сборную Украины.

## Биография
Воспитанник луганского футбола. Первый тренер — Юрий Рабочий. В детско-юношеской школе был капитаном команды. Выступал за команды: «Заря» (Луганск), «Авангард» (Ровеньки). В 2007 году покинул «Зарю» из-за конфликта с Александром Косевичем. В сезоне 2007/08 выступал за мариупольский «Ильичёвец» и помог ему выйти в Премьер-лигу Украины. Летом 2008 года вернулся в «Зарю». 21 марта 2009 года в матче против одесского «Черноморца»(2:1), провёл свой сотый матч за «Зарю» и впервые вышел с капитанской повязкой.
3 марта 2012 года, играя в составе команды «Заря» Луганск против львовских «Карпат», забил 3 гола (5:1). 31 июля 2014 года в матче квалификации Лиги Европы с норвежским «Мольде» на 63 минуте матча забил дебютный, для себя, гол в еврокубках. 7 марта 2015 года в городе Днепропетровск, на стадионе «Метеор» был сыгран матч 16 тура Премьер-Лиги Украины, который стал для Никиты Каменюки юбилейным, 250-м в футболке луганской «Зари» во всех турнирах. А 5 апреля 2015 сыграл 80-й матч в качестве капитана «Зари». Что стало рекордом за время выступлений луганской «Зари» в Премьер-лиге (высшей лиге) Украины.
24 марта 2016 года в матче против сборной Кипра дебютировал за основную сборную Украины.
19 июля 2020 года Никита завершил карьеру футболиста.

## Личная жизнь
Женат.

## Достижения
- Финалист Кубка Украины: 2015/16